# Théâtre Périscope
Le Théâtre Périscope est un théâtre et une salle de spectacle de 185 places de la Ville de Québec.

## Historique
Le Théâtre Périscope voit le jour en 1985 sous le nom d’Implanthéâtre. Il prend place dans la synagogue Beth Israël Ohev Sholom (en) construite en 1944. La corporation est alors constituée de quatre compagnies fondatrices : le Théâtre du Gros Mécano, le Théâtre de la Commune, le Théâtre du Vieux-Québec et le Théâtre Repère.
En 1989, la corporation fait l’acquisition de l’immeuble qui l’abrite depuis ses débuts.
En 1990, un concours public est lancé en vue de rebaptiser le lieu et de préciser son image. L’organisme prend alors le nom de Théâtre Périscope. 
En 1999, le Théâtre Périscope rénove et agrandit ses espaces.
En 2003-2004, une actualisation de la mission et une restructuration organisationnelle du Théâtre Périscope est entreprise. 
Le théâtre célèbre son 25e anniversaire à la saison 2009-2010, et son trentième en 2015-2016.

## Direction artistique
- Marie-Ginette Guay (2003-2011)
- Frédéric Dubois (2011-2016)
- Marie-Hélène Gendreau (2016-2022)
- Gabrielle Ferron et Samuel Corbeil (2022-)

## Mission
Le Théâtre Périscope est une structure de diffusion offerte en partenariat, à la disposition de l'ensemble de la communauté théâtrale.
Il a pour missions d'offrir des services d'aide à la diffusion et de soutien à la production et ce, prioritairement à des compagnies de théâtre établies dans la région de Québec ; de favoriser la pluralité des voix et des formes théâtrales et fidèle et d'être un diffuseur engagé dans la transformation de sa communauté.

## Identité visuelle (logo)

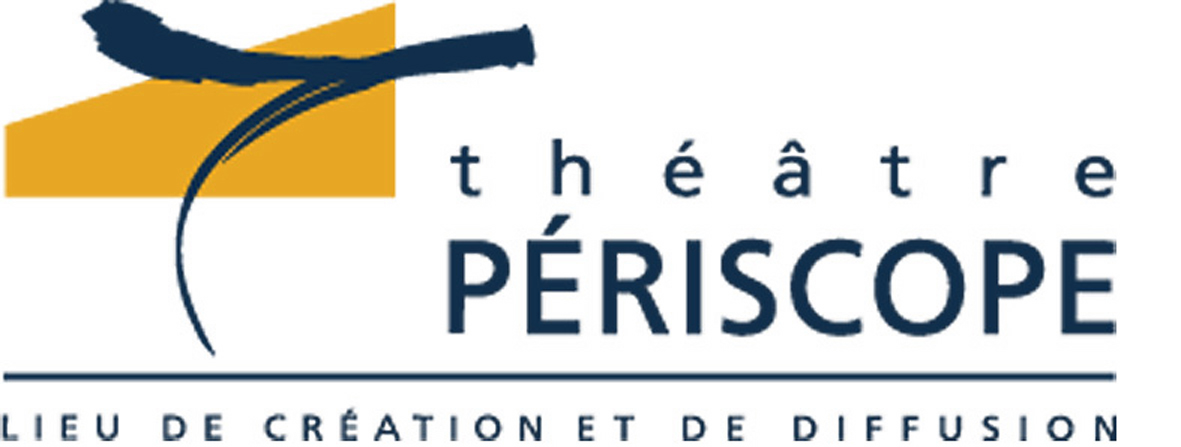
Ancien logo
Logo actuel
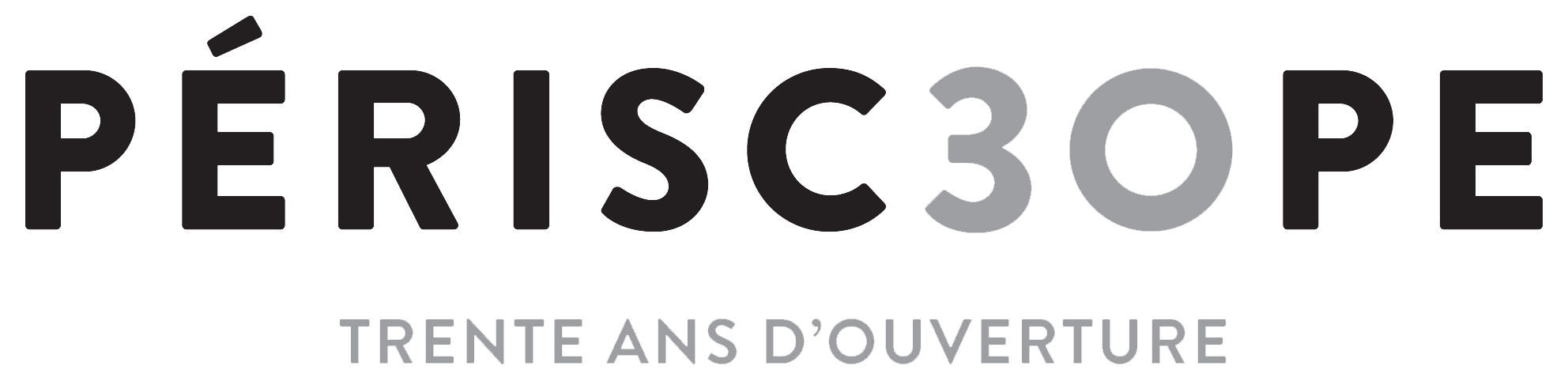
Logo utilisé pour le 30e anniversaire

## Théâtrographie
Quelques auteurs dont une œuvre a été présentée au Théâtre Périscope sont : André Morency, Anne-Marie Olivier, Catherine Anne, Céline Bonnier, Claude Poissant, Daniel Danis, Eugène Ionesco, François Archambault, François Létourneau, Herménégilde Chiasson, Isabelle Vincent, Jean-Marc Dalpé, Marie Laberge, Michel Garneau, Michel Tremblay, Michel Marc Bouchard, Normand Chaurette, Patrice Desbiens, Philippe Avron, Philippe Minyana, Réjean Ducharme, Robert Lepage, Sylvie Drapeau et Wajdi Mouawad.